# La Nouba
La Nouba é um espetáculo do Cirque du Soleil que ficou em cartaz no teatro do Walt Disney World em Orlando, nos Estados Unidos (mais propriamente dizendo, situado no centro de entretenimento Downtown Disney). O espetáculo faz uma narrativa sobre os sonhos humanos, passando por diversas situações inusitadas que podem ocorrer em sonhos.

## Personagens
- The Green Bird é um pássaro alegre que foge de sua gaiola. Ela tenta voar após ver tantos números aéreos, mas não consegue.
- Les Cons são pessoas vestidas de branco, aparecendo como tolos no show inteiro.
- Le Titan é um misterioso personagem musculoso que confronta todo mundo no palco.
- The Walker é uma pessoa que anda pelo palco do show imitando Carlitos.
- The Pierrot Rouge é um acrobata vermelho. É um adversário mortal do Titan, mas se junta com ele no fim do show por admiração.
- The Pierrot Clown and the Lost Ballerina são os Romeus e Julietas do espetáculo.
- The Clowns Comic and Serguei provém alegria em um mundo de comédia.
- The Cleaning Woman é uma personagem-fantasma que não interage com o público até que o seu sonho se torne realidade.

## Atos
- Intro
- German Wheel
- High Wire
- Diabolos
- Clown and Web
- Cycles
- Aerial Cradle
- Aerial Ballet in Silk
- Clown Cowboys
- Balancing on Chairs
- Flying Trapeze
- Power Track/Trampoline

## Música
- 1.  Once Upon a Time (Opening/German Wheels)
- 2.  A Tale (Aerial Ballet In Silk)
- 3.  Porte (Aerial Cradle)
- 4.  La Nouba (Opening)
- 5.  Distorted (Cycles)
- 6.  Liama (HighWire)
- 7.  Queens (Flying Trapeze)
- 8.  À la lune (Balancing On Chairs)
- 9.  Rêve Rouge (Aerial Ballet In Silk)
- 10. Urban (Trampoline/Fast Track)
- 11. Propel (Interlude)
- 12. Jardin Chinois (Diabolos)